# Ofo (azienda)
Ofo è stata un'azienda di bike sharing cinese con sede a Pechino.

## Storia
L'azienda fu fondata a Pechino nel 2014, iniziando l'attività nel mercato del bike sharing l'anno seguente nella capitale.
Nel 2016 si espanse in altre città cinesi e l'anno dopo anche a Singapore, Cambridge, Seattle e Sydney. A marzo 2017 raggiunse i venti milioni di utenti registrati e a settembre iniziò il servizio a Milano.
Nel corso del 2019, dopo i modesti risultati economici dell'esercizio precedente, l'azienda iniziò progressivamente a uscire dal mercato internazionale e nel 2020 chiuse le attività anche in Cina.

## Città dove fu operativa

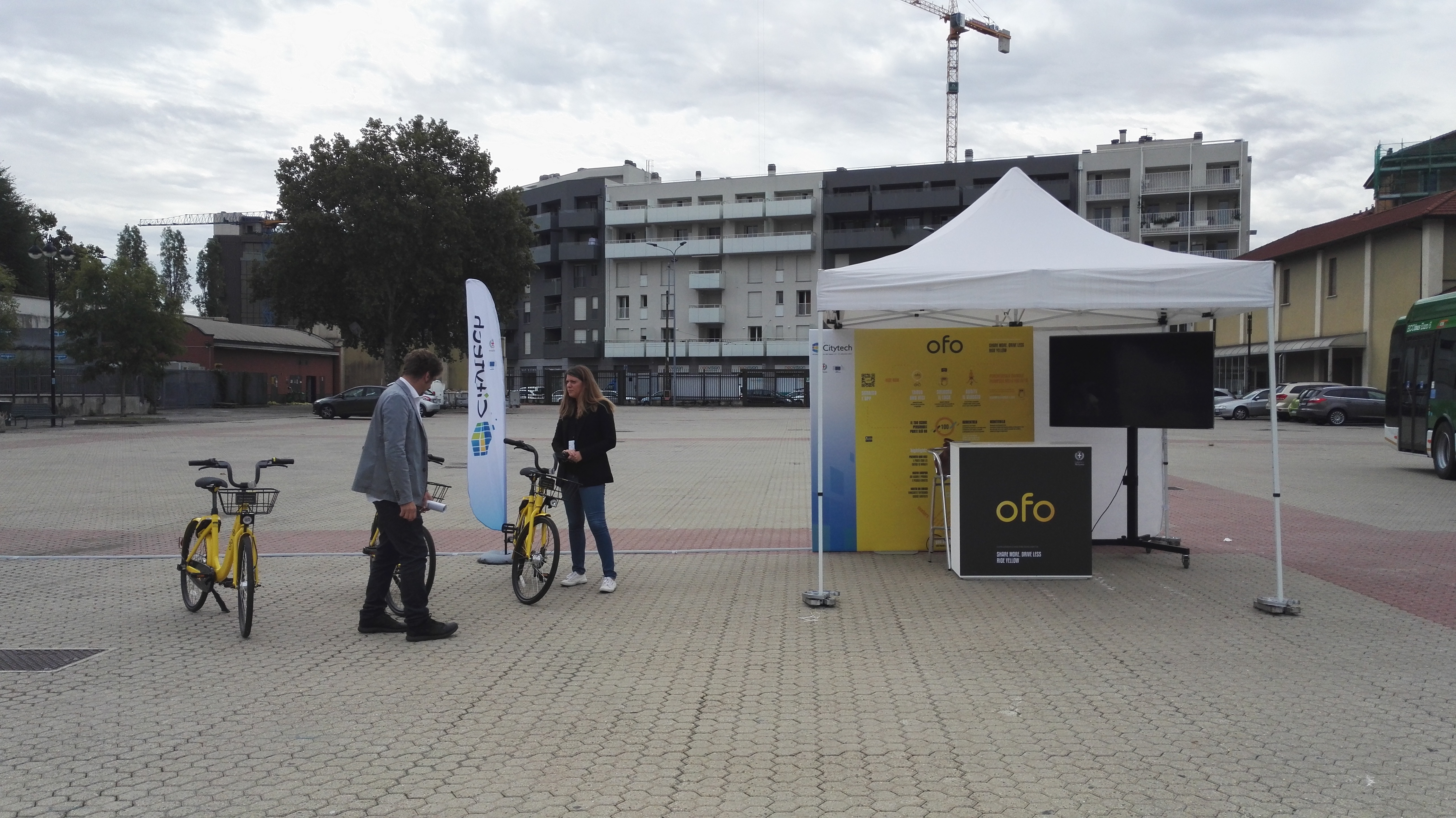
Ofo al Citytech 2017 a Milano

| Nazione     | Città                              | Data di avvio               |
| ----------- | ---------------------------------- | --------------------------- |
| Cina        | Pechino                            |                             |
| Cina        | Shanghai                           | 2016 aprile                 |
| Cina        | Hangzhou                           | 2016 giugno                 |
| Cina        | Shenzhen                           | 2016 novembre               |
| Cina        | Fuzhou                             | 2016 novembre               |
| Cina        | Guangzhou                          | 2016 dicembre               |
| Cina        | Chengdu                            | 2016 dicembre               |
| Cina        | Xiamen                             | 2016 dicembre               |
| Cina        | Kunming                            | 2016 dicembre               |
| Stati Uniti | San Francisco                      | 2016 dicembre               |
| Cina        | Tianjin                            | 2017 gennaio                |
| Cina        | Wuhan                              | 2017 gennaio                |
| Cina        | Nanchino                           | 2017 gennaio                |
| Cina        | Hefei                              | 2017 gennaio                |
| Singapore   | Singapore                          | 2017 febbraio               |
| Cina        | Nanning                            | 2017 febbraio               |
| Cina        | Wuxi                               | 2017 marzo                  |
| Cina        | Qingdao                            | 2017 marzo                  |
| Cina        | Zhuhai                             | 2017 marzo                  |
| Regno Unito | Cambridge                          | 2017 marzo                  |
| Stati Uniti | Seattle                            | 2017 agosto                 |
| Austria     | Vienna, Leopoldstadt               | 2017 agosto                 |
| Thailandia  | Thammasat University, Pathum Thani | 2017 agosto                 |
| Italia      | Milano                             | 2017 settembre - 2019 marzo |

## Gallery

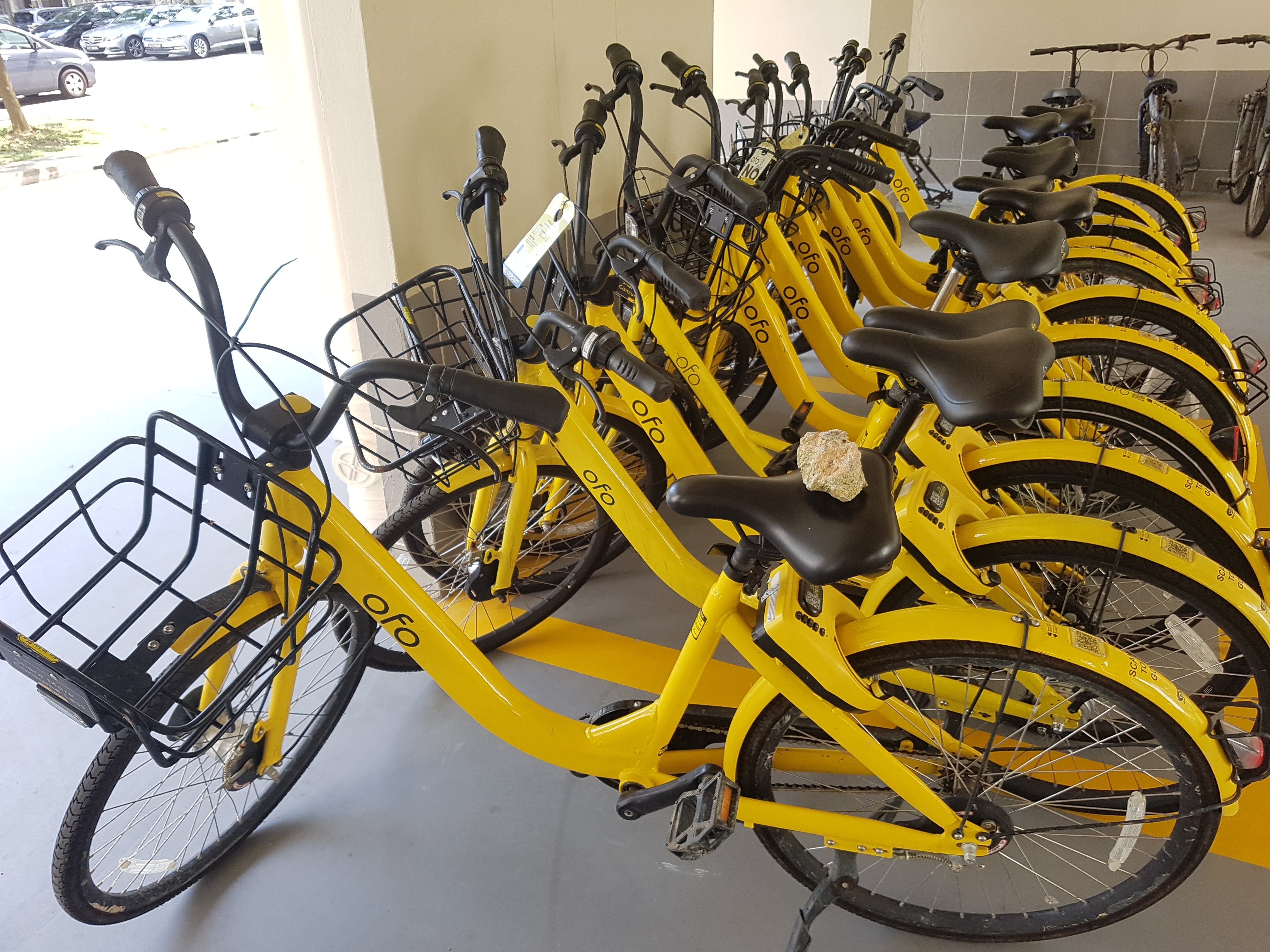
Rastrelliera di biciclette Ofo a Singapore
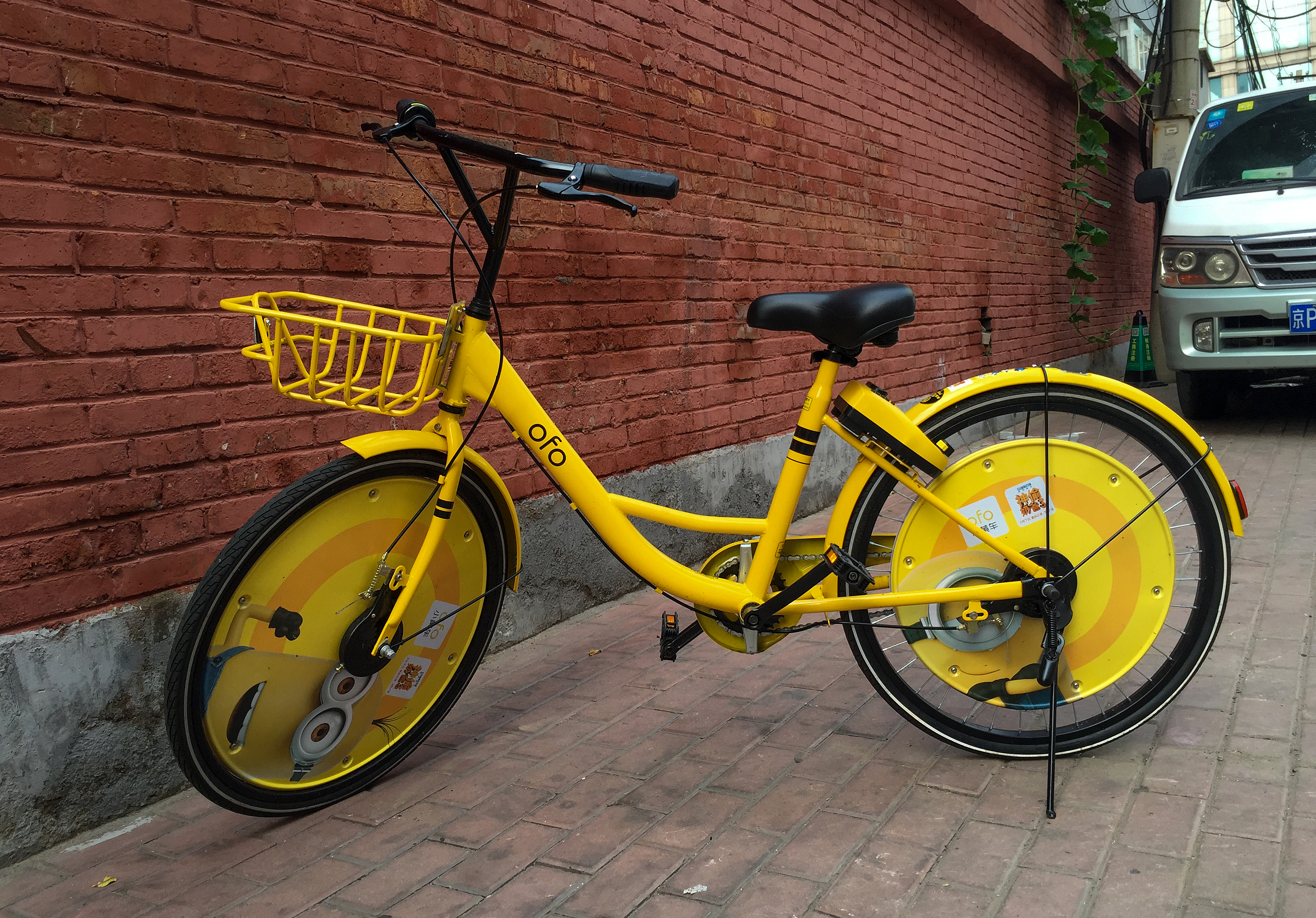
Bicicletta Ofo a Suzhoujie
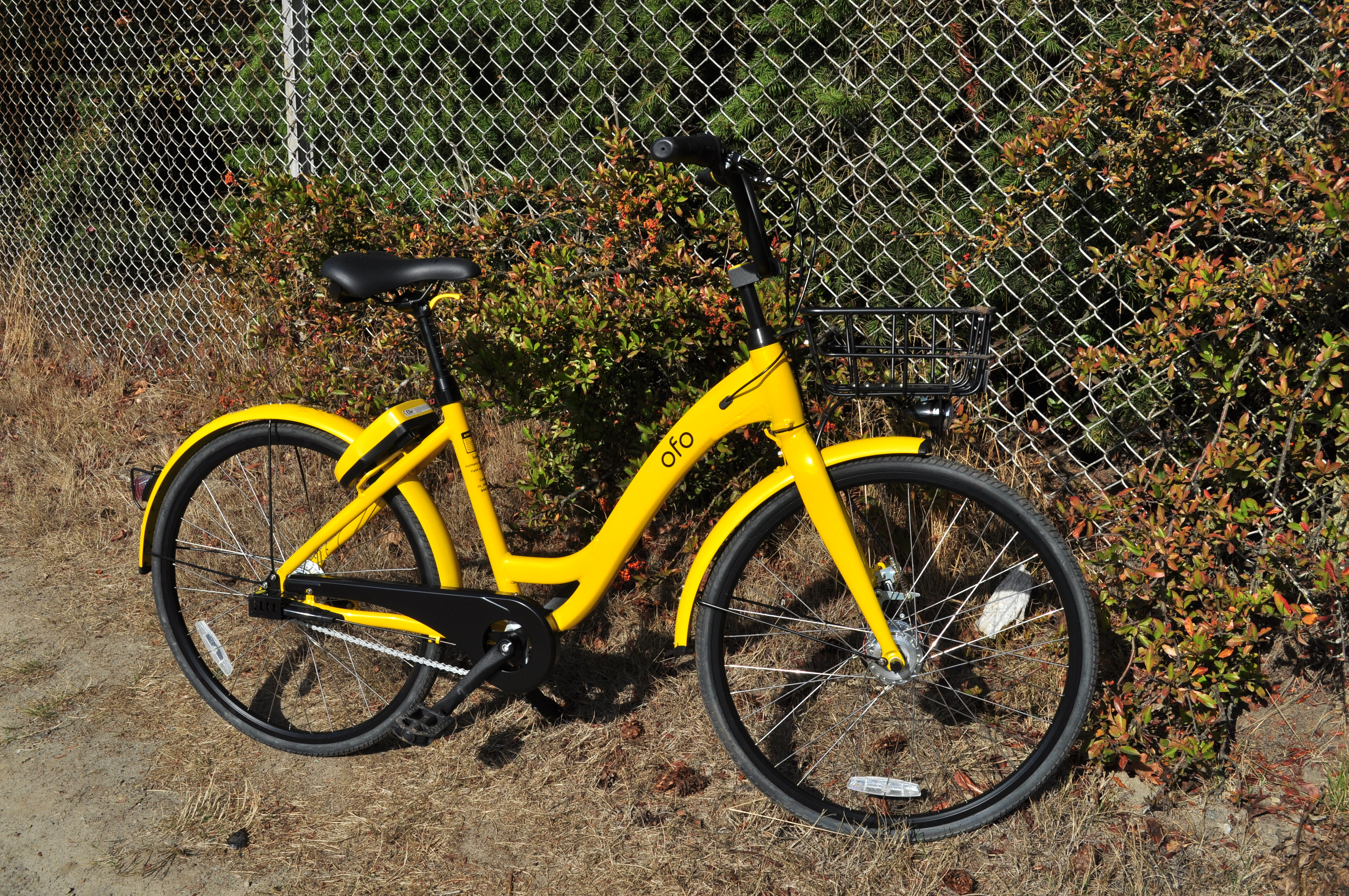
Bicicletta Ofo a Seattle